# Kazalište u 1765.
◄◄ | ◄ | 1762. | 1763. | 1764. | 1765.  | 1766. | 1767. | 1768. | ► | ►►
Arhitektura • Astronomija • Biologija • Glazba • Kazalište • Kemija • Kiparstvo • Knjige • Književnost • Kršćanstvo • Medicina • Politika • Pravo • Promet • Slikarstvo • Znanost
Kazalište u 1765.

## Svijet

### Događaji
- Utemeljeno Narodno kazalište u Varšavi.

## Vanjske poveznice
|  | Zajednički poslužitelj ima još gradiva o temi Kazalište u 1765. |